# Janet Evans
Pour les articles homonymes, voir Evans.
Janet Evans, née le 28 août 1971 à Placentia, au Canada, est une ancienne nageuse de haut niveau américaine.

## Biographie
Nageant depuis l'âge de deux ans, elle bat ses premiers records mondiaux durant l'année 1987. Elle établit cette année les records du 400, 800 et 1 500 mètres nage libre.
Elle a à peine 17 ans lorsqu'elle dispute ses premiers Jeux. Lors de ces jeux de Séoul, elle remporte sa première médaille d'or dans l'épreuve individuelle du 400 m quatre nages, devançant la roumaine Noemie Lung. Trois jours plus tard, elle s'impose dans le 400 m nage libre avec plus de deux secondes d'avance sur l'Allemande de l'est Friedrich et améliore son propre record de 1,6 seconde. Ce record du monde du 400 mètres, tiendra jusqu'en 2006 où il est battu par la Française Laure Manaudou. Elle remporte sa troisième victoire olympique, dans le 800 m nage libre, devançant de nouveau une nageuse d'Allemagne de l'Est, Astrid Strauss de près de trois mètres. Ses trois titres sauvent l'honneur de la natation féminine américaine, en particulier face à la domination est-allemande symbolisée par les nombreux titres de Kristin Otto,.
Sa domination sur les courses de longues distances se poursuit durant l'olympiade suivante. Lors de l'année 1989, lors des Championnats pan-pacifiques, elle établit un nouveau record du monde du 800 mètres, record qui n'a été battu qu'en 2008 aux Jeux olympiques de Pékin par la Britannique Rebecca Adlington.
En 1991, lors des championnats du monde de Perth, elle obtient deux titres de championne de monde, sur les distances du 400 et 800 mètres. Sur la distance du 200 mètres, elle remporte la médaille d'argent.
Lors des Jeux de Barcelone, sa prestation lors du 400 mètres est très en deçà de son record du monde. Elle est devancée par l'Allemande Dagmar Hase. Deux jours plus tard, elle conserve facilement son titre olympique du 800 mètres.
En 1994, lors des championnats du monde de Rome, elle devient la première nageuse à avoir remporté la même épreuve lors de deux Jeux olympiques et lors de deux championnats du monde.
Elle termine sa carrière internationale lors des Jeux d'Atlanta. Elle fait sa première apparition lors de ces jeux lors de la cérémonie d'ouverture : elle est la dernière porteuse de la flamme olympique, donnant celle-ci à Mohamed Ali qui alluma la vasque.
Dans la piscine, elle échoue à la 9e place lors des qualifications du 400 mètres. Sur sa distance du 800 mètres, elle se qualifie pour la finale où elle termine à la sixième place.
Durant sa carrière, elle aura remporté 25 des 27 compétitions internationales qu'elle a disputées entre 1986 et 1995 sur la distance du 400 mètres, et 22 sur 23 sur le 800 mètres durant la même période.

## Palmarès et résultats

### Jeux olympiques
| Épreuve          | Édition            | Édition             | Édition       |
| Épreuve          | Séoul 1988         | Barcelone 1992      | Atlanta 1996  |
| 400 m nage libre | Or 4 min 3 s 85 RM | Argent 4 min 7 s 37 | 9e des séries |
| 800 m nage libre | Or 8 min 20 s 20   | Or 8 min 25 s 52    | 6e            |
| 400 m 4 nages    | Or 4 min 37 s 76   | -                   | -             |

## Technique
Son style de nage est caractérisé par une grande fréquence de gestes, et par un style peu orthodoxe : elle sort presque entièrement sa tête de l'eau à chaque respiration.